# Marco Pettenello
Marco Pettenello (Padova, 30 agosto 1973) è uno sceneggiatore italiano.

## Biografia
È cresciuto professionalmente con Carlo Mazzacurati, con cui ha scritto La lingua del santo nel 2000, La giusta distanza nel 2007, La passione nel 2010,  La sedia della felicità nel 2013 e nel 2010 il documentario Sei Venezia. 
Ha scritto più di venticinque film e diverse serie televisive, lavorando con registi di diverse generazioni tra cui Andrea Segre, Gianni Di Gregorio, Alice Rohrwacher, Silvio Soldini, Antonio Padovan, Duccio Chiarini, Matteo Oleotto, Francesco Lagi, Giuseppe Battiston. Ha scritto i prossimi film di Gianni Di Gregorio, Alice Rohrwacher, Lucia Calamaro.
Nei primi anni duemila ha tradotto alcuni romanzi dall'inglese, tra cui Sotto gli alberi (Under the Greenwood Tree) di Thomas Hardy e Il club dei suicidi di Robert Louis Stevenson. 
Ha vissuto in Gran Bretagna, in Spagna e in Argentina.

## Filmografia
- La lingua del santo, regia di Carlo Mazzacurati (2000)
- Giustizia nel tempo di guerra – documentario, regia di Fabrizio Lazzaretti (2003)
- La giusta distanza, regia di Carlo Mazzacurati (2007)
- Stranieri in patria – documentario, regia di Gianni Ferraretto e Roberto Citran (2007)
- I palladiani – documentario, regia di Guido Cerasuolo e Andrea Prandstraller (2008)
- La passione, regia di Carlo Mazzacurati (2010)
- Sei Venezia – documentario, regia di Carlo Mazzacurati (2010)
- Missione di pace, regia di Francesco Lagi (2011)
- Io sono Li, regia di Andrea Segre (2011)
- Caccia al Re - La narcotici – serie TV, episodio 1x04, regia di Michele Soavi (2011)
- Il segreto dell'acqua – serie TV, regia di Renato De Maria (2011)
- Non è mai colpa di nessuno, regia di Andrea Prandstraller (2012)
- Il comandante e la cicogna, regia di Silvio Soldini (2012)
- Zoran - Il mio nipote scemo, regia di Matteo Oleotto (2013)
- La sedia della felicità, regia di Carlo Mazzacurati (2013)
- La prima neve, regia di Andrea Segre (2013)
- Tutto molto bello, regia di Paolo Ruffini (2014)
- Short Skin - I dolori del giovane Edo, regia di Duccio Chiarini (2014)
- Finché c'è prosecco c'è speranza, regia di Antonio Padovan (2017)
- L'ordine delle cose, regia di Andrea Segre (2017)
- L'ospite, regia di Duccio Chiarini (2018)
- Il grande passo, regia di Antonio Padovan (2020)
- Lontano lontano, regia di Gianni Di Gregorio (2020)
- Simple Women, regia di Chiara Malta (2020)
- Vivi e lascia vivere – serie TV, regia di Pappi Corsicato (2020)
- Welcome Venice, regia di Andrea Segre (2021)
- Astolfo, regia di Gianni Di Gregorio (2022)
- Io vivo altrove!, regia di Giuseppe Battiston (2023)
- La chimera, regia di Alice Rohrwacher (2023)
- Berlinguer - La grande ambizione, regia di Andrea Segre (2024)

## Riconoscimenti

### Premi
- 2007 – Premio Solinas
  - Premio Franco Solinas a Nudi alla meta
- 2007 – ItaliaFilmFest
  - Premio Suso Cecchi d’Amico per la migliore sceneggiatura a La giusta distanza
- 2012 – Gallio Film Festival
  - Premio miglior sceneggiatura a Io sono Li
- 2012 – Festival del Cinema Città di Spello 
  - Premio miglior sceneggiatura a Io sono Li
- 2012 – Premio Sergio Amidei
  - Premio all'Opera Prima a Io sono Li
- 2013 – Euganea Film Festival
  - Premio Ruggero Gamba – creatività e territorio a Marco Pettenello[3]
- 2018 – Bari International Film Festival
  - Premio Tonino Guerra al miglior soggetto per L'ordine delle cose.
- 2020 – Premio Sergio Amidei
  - Premio alla miglior sceneggiatura cinematografica a Lontano lontano.
- David di Donatello
  - 2021 Premio alla migliore sceneggiatura adattata a Lontano lontano.

### Candidature
- 2008 – Nastro d'argento
  - Candidatura al migliore soggetto a La giusta distanza
- 2008 – David di Donatello
  - Candidatura al migliore sceneggiatura a La giusta distanza
- 2011 – Ciak d'oro
  - Candidatura al migliore sceneggiatura a La passione
- 2014 – Globo d'oro
  - Candidatura al migliore sceneggiatura a Zoran - Il mio nipote scemo
- 2018 – Globo d'oro
  - Candidatura al migliore sceneggiatura a Finché c'è prosecco c'è speranza
- 2018 – Nastro d'argento
  - Candidatura al migliore soggetto a L'ordine delle cose
  - 2023 – David di Donatello
  - Candidatura miglior sceneggiatura originale con Astolfo